# Ikosaedergruppe

Ikosaeder

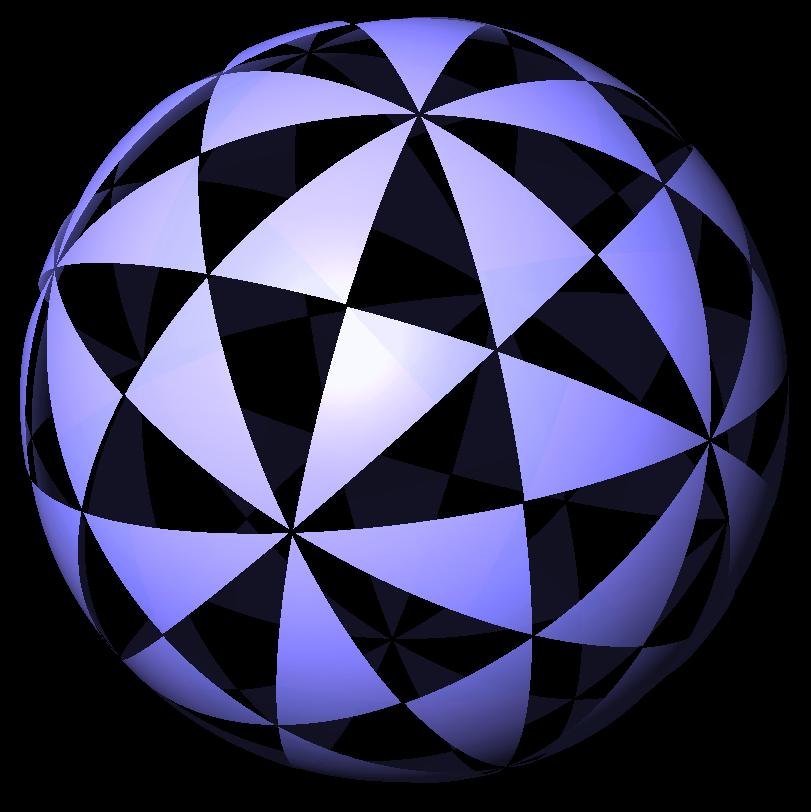
Aufteilung der Kugeloberfläche in Fundamentalbereiche nach Ikosaeder- bzw. Dodekaedersymmetrie

Die Ikosaedergruppe ist die Punktgruppe des regulären Ikosaeders (und des regulären Dodekaeders, das dual zum Ikosaeder ist). Sie besteht aus den Drehungen und Spiegelungen, die das Ikosaeder in sich überführen und hat die Ordnung 120. Sie ist zu {\displaystyle A_{5}\times C_{2}} isomorph, wobei {\displaystyle A_{5}} die alternierende Gruppe der Ordnung 5 ist (Gruppe der geraden Permutationen von 5 Objekten) und {\displaystyle C_{2}} die zyklische Gruppe der Ordnung 2 ist (bestehend aus der Identität und der Raumspiegelung am Zentrum des Ikosaeders).
Die zu {\displaystyle A_{5}} isomorphe Untergruppe, die Ikosaeder-Drehgruppe, besteht aus den orientierungserhaltenden Bewegungssymmetrien des Ikosaeders (Drehungen). Man kann diese Drehgruppe z. B. als Gruppe der geraden Permutationen der fünf einem regulären Dodekaeder einbeschriebenen Würfel realisieren. {\displaystyle A_{5}} ist die kleinste einfache nichtkommutative Gruppe und hat die Ordnung 60.
Die Ikosaedergruppe enthält fünfzählige Drehungen und ist somit inkompatibel mit kristalliner Fernordnung (siehe Raumgruppe). Quasikristalle besitzen dagegen häufig ikosaedrische Symmetrie.
Die Charaktertafel der Ikosaedergruppe enthält den goldenen Schnitt und verwandte Zahlen, was eine direkte Konsequenz der fünfzähligen Drehsymmetrie ist.
Da der Fußball aus einem Ikosaederstumpf abgeleitet ist, hat er auch die Ikosaedergruppe als Symmetriegruppe, ebenso wie das „Fußballmolekül“ C60 (Buckyball).
Die Ikosaedergruppe hat vielfältige Anwendungen in der Mathematik, die in Felix Kleins klassischem Werk Vorlesungen über das Ikosaeder und die Auflösung der Gleichungen vom fünften Grade dargestellt sind. Die allgemeine Gleichung fünften Grades hat nach der Galoistheorie keine Lösung in Radikalen, da {\displaystyle A_{5}} nicht auflösbar ist (sie ist eine endliche einfache Gruppe).
In der Kristallographie bezeichnet man die Drehgruppe des Ikosaeders mit dem Schoenflies-Symbol {\displaystyle I} und die vollständige Symmetriegruppe mit {\displaystyle I_{h}}.